# Альтамира (Тамаулипас)
Альтамира (исп. Altamira) — город в Мексике, штат Тамаулипас, входит в состав одноимённого муниципалитета и является его административным центром. Численность населения, по данным переписи 2010 года, составила 59 536 человек.

## История
Поселение было основано 2 мая 1749 года Хосе де Эскандон, который назвал его в честь маркиза Альтамирского Хуана Родригеса де Альбуэрне.
27 октября 1828 года поселение было переименовано в Вильериас (исп. Villerías) и присвоен статус города. В ноябре 1837 года, после отделения муниципалитета Тампико, городу вернули название Альтамира.